# Salma Khadra Jayyusi
Salma Khadra Jayyusi (Safed, Mandato británico de Palestina; 1926-Amán, Jordania; 20 de abril de 2023) fue una escritora, crítica e historiadora palestina, fundadora de proyectos como PROTA (1980) que promueven la traducción de la literatura árabe.

## Biografía
Su madre era jordana y su padre el activista palestino Subhi al-Khadra. Estudió secundaria en Jerusalén y árabe e inglés en la Universidad Americana de Beirut. Se casó con un diplomático jordano y han tenido tres hijos.

## Obra
- 1987, Anthology of modern Arabic Poetry
- 1988, The Literature of Modern Arabia
- 1992, Modern Palestinian Literature
- 1992, The Legacy of Muslim Spain
- 1993, Modern Arabic Drama
- 2003, Arabic Short Plays
- 2003, Jerusalem in Ancient History and Tradition
- 2004, My Jerusalem
- 2004, Human Rights in Arab Thought
- 2005, Modern Arabic Fiction